# Life (Sly and the Family Stone)
Life är den amerikanska soul- och funkgruppen Sly and the Family Stones tredje studioalbum, släppt i september 1968. 
Till skillnad från sin föregångare, Dance to the Music, blev aldrig Life någon kommersiell framgång för gruppen - trots att albumet mottagit mycket positiva recensioner av musikkritiker genom åren. Många av låtarna, som "M'Lady", "Fun", "Love City", och även titelspåret blev dock populära nummer under gruppens konserter. 
Många av låtarna på Life har samplats flitigt av andra artister, främst inom hiphop och electronica. Speciellt populärt har Greg Erricos trumsolo på "Love City" blivit. Introt till "Into My Own Thing" samplades 2001 av Fatboy Slim som använde det i sin hit "Weapon of Choice".

## Låtlista

### Sida 1
1. "Dynamite!" (2:46)
2. "Chicken" (2:14)
3. "Plastic Jim" (3:31)
4. "Fun" (2:23)
5. "Into My Own Thing" (2:15)
6. "Harmony" (2:52)

### Sida 2
1. "Life" (3:02)
2. "Love City" (2:44)
3. "I'm An Animal" (3:20)
4. "M'Lady" (2:46)
5. "Jane is a Groupee" (2:50)

## Medverkande musiker
- Sly Stone: sång, orgel, gitarr, piano, munspel, med mera
- Freddie Stone: sång, gitarr
- Larry Graham: sång, bas
- Rosie Stone: sång, piano, keyboard
- Cynthia Robinson: trumpet, sång
- Jerry Martini: saxofon
- Greg Errico: trummor
- Little Sister (Vet Stone, Mary McCreary, Elva Mouton): körsång